# Тендерська комуна
Тендерська комуна (дан. Tønder Kommune) — комуна у Данії, регіон Південна Данія. Адміністративний центр — Тендер.

## Історія
Муніципалітет було утворено 2007 року з таких комун:
- Бредебро
- Гейєр
- Легумклостер
- Нерре-Рангструп
- Скербек
- Теннер

## Залізничні станції
- Бредебро
- Бренс
- Деструп Сеннер'юлланн
- Вісбю
- Райсбю
- Скербек
- Теннер Нор
- Теннер

## Міста-побратими
- Вестервік, Швеція